# Trêve olympique

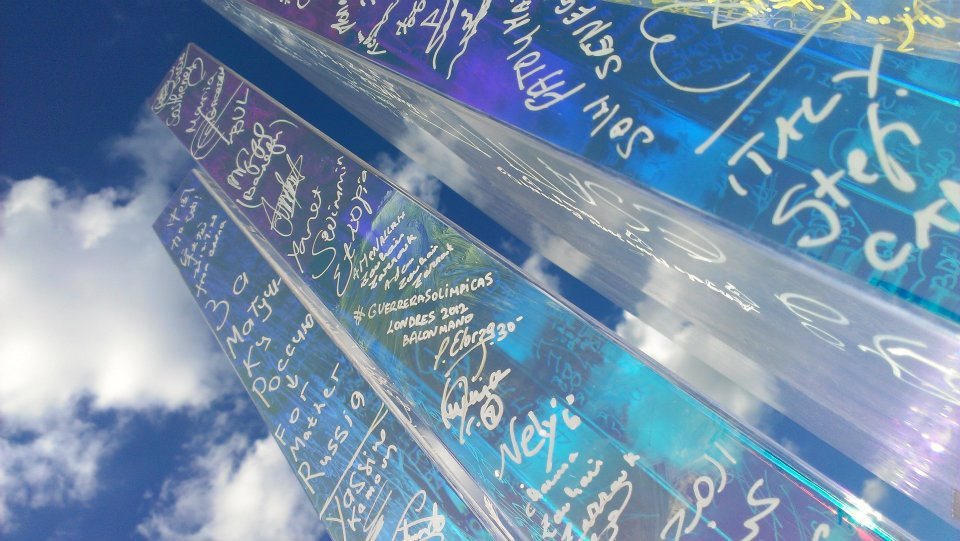
Le mur de la trêve aux Jeux olympiques de 2012 à Londres.

La trêve olympique est une période de paix qui invite à l'arrêt des conflits (cessez-le-feu) des nations du monde durant les Jeux olympiques. Aux Jeux contemporains, elle s'étend d'une semaine avant le début des Jeux olympiques à une semaine après la fin des Jeux paralympiques.

## Antiquité

### Concept
En Grèce antique, la trêve sacrée (ἐκεχειρία / ekekheiría) est instituée pour l'ensemble des agônes (fêtes sportives grecques) et pas seulement pour les Jeux olympiques. Elle est annoncée par des σπονδοφόροι / spondophóroi (porteurs de trêve) ou des θεωροί / theôroí (théores) en même temps que la date des jeux,. Il revient aux autorités de chaque cité ou territoire de l'accepter ou non.
Cette trêve est sans doute de durée variable selon la localisation des jeux. Elle pouvait probablement varier d'un à quatre mois, mais nous sommes très mal documentés sur ce point ; pour les Jeux olympiques, elle est instituée pendant le mois qui précède les Jeux. Pendant cette trêve, la cité accueillant les jeux ne peut pas être attaquée. De même, spectateurs, sportifs et officiels en déplacement ou de retour de jeux, ne peuvent être inquiétés lorsqu'ils traversent des zones en guerre. En effet, contrairement à une légende tenace, la trêve antique n'implique absolument pas l'arrêt de toutes les guerres ; ce n'est qu'un « cessez-le-feu partiel ». Cette trêve était purement utilitaire. Sans elle, les jeux n'auraient pas pu se tenir en raison des incessants déplacements des sportifs, d'agônes en agônes. La déesse Écéchéirie, personnification de l'armistice et de la cessation des hostilités, était aussi la personnification de la trêve olympique.

### Historique
Selon Pausanias, la trêve aurait été établie par Iphitos, roi d'Élide :

« Iphitos, descendant d'Oxylos, et contemporain de Lycurgue, qui donna des lois à Lacédémone, fit célébrer des jeux à Olympie, renouvela les fêtes olympiques, et la trêve (…). Iphitos voyant donc que la Grèce était désolée par des divisions intestines et par une maladie contagieuse, crut devoir aller demander à l'oracle de Delphes un remède à tous ces maux ; et la Pythie lui ordonna, dit-on, de rétablir les jeux Olympiques de concert avec les Éléens. »

Les dates d'Iphitos et de Lycurgue ne sont pas assurées, mais Pausanias semble partir du principe que les jeux d'Iphitos sont ceux de la première olympiade, c'est-à-dire 776 av. J.-C. ; le comité international olympique actuel affirme que la tradition remonte au IXe siècle av. J.-C.. Plutarque rapporte une tradition légèrement différente, selon laquelle Lycurgue cofonde la trêve avec Iphitos : « les uns voient en [Lycurgue] le contemporain d'Iphitos avec lequel il aurait institué la trêve olympique : c'est l'avis, entre autres, du philosophe Aristote, qui en veut pour preuve le disque olympique sur lequel est resté gravé le nom de Lycurgue. » En réalité, il est peu probable que la trêve ait été instituée en même temps que les Jeux olympiques : elle présuppose un long processus d'internationalisation. Le lien entre fondation des Jeux et mise en place de la trêve sacrée remonte vraisemblablement à la fin du Ve et au début du IVe siècle av. J.-C., période où les orateurs s'efforcent de présenter la trêve comme la meilleure illustration du mouvement panhellénique.
La trêve connait quelques violations, mais ces dernières restent rares. Durant la guerre du Péloponnèse, en 420 av. J.-C., Sparte est condamnée à une très lourde amende de 2000 mines pour avoir violé la trêve en attaquant le fort de Phyrkos et en envoyant des hoplites à Lépréon, une petite cité d'Élide ; comme les Spartiates refusent de payer, les Éléens les excluent des Jeux de 420 au moins, et possiblement jusqu'en 400 av. J.-C.. Lors des Jeux de 420 av. J.-C., le Spartiate Lichas, fils d'Arcésilas, fait courir un char qui remporte la course. Comme il n'a pas reçu l'autorisation de concourir, le commissaire de l'épreuve attribue l'attelage, et donc la victoire, au peuple béotien. Furieux, Lichas descend dans l'arène et revendique l'épreuve en couronnant le cocher de son attelage et, en punition, est fouetté par les arbitres. En 348-347 av. J.-C., l'Athénien Phrynon est capturé par des Macédoniens alors qu'il se rend aux Jeux et doit payer une rançon pour se libérer. Alerté, Philippe II de Macédoine le rembourse et lui demande d'excuser ses troupes qui, selon lui, ignoraient qu'il s'agissait du mois sacré. La trêve est parfois instrumentalisée : selon Xénophon, les Argiens s'en servent contre les Spartiates, arguant de la trêve même quand celle-ci n'a pas lieu.

## Époque contemporaine
En 1991, le Comité international olympique décide de faire revivre la tradition de la trêve olympique pour les Jeux olympiques d'été et d'hiver de 1992.
À partir de 1993, l'Assemblée générale des Nations unies adopte, un an avant chaque édition des Jeux (soit une fois tous les deux ans), une résolution intitulée « Édification d'un monde pacifique et meilleur grâce au sport et à l'idéal olympique », résolution destinée à promouvoir la paix dans le monde grâce au sport. La première résolution de ce genre est publiée le 25 octobre 1993.
La trêve olympique est notamment promue par le Centre international pour la Trêve olympique (CITO), créé en juillet 2000.
En 2002, des personnalités du sport et de la politique sont encouragées à signer un engagement pour la trêve olympique lors de la cérémonie d'ouverture. Deux ans plus tard, aux Jeux olympiques d'été de 2004, un « mur de la trêve » est installé dans le village olympique et signé par des athlètes et personnalités politiques du monde entier. Cette tradition se retrouve à chaque Jeux olympiques après cette date.

### Non-respect de la trêve olympique
Selon l’historien Patrick Clastres, professeur à l’Université de Lausanne, « la trêve olympique n’a jamais existé, ni dans l’Antiquité où les athlètes n’avaient qu’un sauf-conduit pour se rendre aux épreuves, ni dans l’ère moderne, où les Jeux n’ont jamais arrêté aucun conflit ».
En 2014, la Russie attaque la Crimée quatre jours après la fin des Jeux olympiques, soit plusieurs semaines avant la fin de la trêve.
Le 24 février 2022, le Comité international olympique (CIO) condamne la violation de la trêve olympique par la Russie lors de son invasion de l'Ukraine. En effet, la résolution des Nations unies ayant été adoptée par l’Assemblée générale de l’ONU le 2 décembre 2021, par consensus des 193 États membres de l’ONU, la trêve olympique des Jeux olympiques d'hiver de 2022 commence sept jours avant le début des Jeux olympiques, le 4 février 2022, et se termine sept jours après la clôture des Jeux paralympiques, le 20 mars 2022. Les athlètes russes et biélorusses sont exclus des Jeux paralympiques d'hiver de 2022, le président du Comité international paralympique, Andrew Parsons, précisant être désolé que ces athlètes aient été ainsi « affectés par les décisions de [leurs] gouvernements la semaine dernière, qui ont violé la trêve olympique ».
Alors que toutes les trêves olympiques précédentes avaient été adoptées sans vote, par consensus, celle à l'occasion des Jeux olympiques et paralympiques de Paris 2024 a fait l'objet d'un vote sur réclamation de la Russie. Cette dernière critique en effet la résolution de l'ONU, jugeant « inacceptable » l'absence dans le texte d'une référence aux « principes d'un accès égal et non politisé » aux compétitions sportives. Cette requête fait écho au fait que le CIO considère l'invasion de l'Ukraine par la Russie en février 2022 comme une violation de la trêve olympique liée aux Jeux de 2022 à Pékin et a ainsi recommandé aux fédérations internationales de bannir leurs compétitions du sol russe et d'interdire tout symbole officiel russe (hymne ou drapeau), ainsi qu'au fait que le CIO a suspendu le Comité olympique russe en octobre 2023 pour avoir placé sous son autorité plusieurs organisations sportives de régions ukrainiennes occupées, bien que l'instance n'ait pas encore tranché concernant la participation ou non d'athlètes russes aux Jeux de Paris 2024. La résolution est néanmoins adoptée le 21 novembre 2023 par l'Assemblée générale de l'ONU, avec 118 voix pour, aucune contre et deux abstentions (la Russie et la Syrie).